# Spendius
Spendius (død sidst i 238 f.Kr.) var en tidligere romersk slave, der ledte en oprørshær mod Karthago i det, der er kendt som lejesoldatskrigen. Han undslap eller blev reddet fra slaveriet i Campania og blev rekrutteret til den karthagiske hær under den første puniske krig på et tidspunkt før 241 f.Kr. Spendius' fødselsdato er ukendt, ligesom de fleste detaljer om hans liv inden hans fremtræden som mytterist i 241 f.Kr. også er ukendte. Efter den første puniske krig forsøgte Karthago at betale sine soldater mindre end det fulde beløb, som de de skyldte dem. Spendius stod over for torturdøden, hvis han blev returneret til den romerske autoritet. Samtidig så han negativt på det stadig varmere forhold mellem Kartago og Rom. Han var et af de medlemmer af hæren, der var mest vokal med hensyn til at modsætte sig de karthagiske bestræbelser på at løse stridighederne om soldaternes løn. Da uenigheden brød ud i et fuldskala mytteri i slutningen af 241 f.Kr., blev han valgt til co-general med den afrikanske Mathos af sine medmytterister. Mathos spredte nyheden om mytteriet til de vigtigste afrikanske bosættelser og byer, som var underlagt karthagisk kontrol, hvorefter disse tilsluttet sig oprøret. Proviant, penge og 70.000 forstærkninger strømmede derefter ind. I fire år ledede Spendius en oprørshær mod Karthago, i det, der er kendt som lejesoldatskrigen, med blandet succes.
I 238 f.Kr. førte Spendius 40.000 mand mod den karthagiske general Hamilkar. Han holdte dog sine tropper til det højere og mere ujævne terræn på grund af den karthagiske overlegenhed i kavaleri og elefanter. Herfra chikanerede Spendius' hær den karthagiske hær. Hans hær blev fanget i et pas eller bjergkæde kendt som Saw. Fanget med ryggen mod en bjergkæde og med deres forsyninger af mad udtømte, var oprørerne nødsaget til at spise deres heste, deres fanger og derefter deres slaver i håb om, at Mathos ville komme dem til undsætning. I sidste ende tvang de omringede oprørstropper Spendius til at tale med Hamilkar. På et tvivlsomst påskud tog Hamilkar i denne forbindelse Spendius og hans løjtnanter til fange. Oprørerne forsøgte derefter at kæmpe sig ud i slaget ved Saw, men blev massakreret af karthagerne. Spendius og hans løjtnanter blev efterfølgende korsfæstet ved den oprørskontrollerede by Tunis. Mathos beordrede et storstilet natangreb, som fangede en højtstående karthaginsk general og en besøgende delegation på 30 karthagiske aristokrater. De blev tortureret og derefter naglet til de kors, der tidligere havde båret Spendius og hans løjtnanter. Senere samme år blev de overlevende oprørere knust i slaget ved Leptis Parva.